# Mariage d'amour (Clayderman)
Pour les articles homonymes, voir Mariage d'amour.
 (octobre 2024).
Clip vidéo
[vidéo] « Richard Clayderman - Mariage D'Amour », sur YouTube
Mariage d'amour est une célèbre composition d'easy listening pour piano et orchestre symphonique[réf. nécessaire] composée en 1978 par Paul de Senneville.

## Histoire
Elle est enregistrée pour la première fois par le pianiste parisien Richard Clayderman chez EMI pour son album Lettre à ma mère, sorti en 1979.
Depuis que cette chanson a été mise en ligne sur YouTube avec un titre incorrect, elle est souvent nommée Valse du Printemps (en anglais Spring Waltz), alors que ce n'est pas une valse, et faussement attribuée à Frédéric Chopin, lequel est notamment connu pour ses valses pour piano,.

## Analyse
Ce morceau est en sol mineur. Son tempo est d'environ 72 bpm. L'indication de mesure change plusieurs fois, commençant en 
, puis passant à 
 et 
, puis revenant à 
. La progression harmonique est : sol mineur - do mineur - fa majeur - si bémol majeur - ré majeur.